# Han Yin
Han Yin  (mort en 197) était un officier  du chef de guerre Yuan Shu, vivant vers la fin de la dynastie Han, en Chine antique. Il contribua, en tant que messager, à établir de bons rapports entre Yuan Shu et Lü Bu.
En l’an 197, peu après que Yuan Shu s'est autoproclamé Empereur, Han Yin fut envoyé conclure un mariage entre le fils de ce dernier et la fille de Lü Bu. Toutefois, Chen Gui convainquit Lu Bu de renoncer à cette alliance et Han Yin fut plutôt mis en cage, puis envoyé à Xuchang où il fut mis à mort par Cao Cao. 